# Toninho Mendes
Antônio de Souza Mendes Neto,  conhecido como Toninho Mendes (Itapeva, 30 de abril de 1954 — 18 de janeiro de 2017), foi o fundador, conjuntamente aos irmãos Caruso, da Circo Editorial (responsável pelas revistas: Chiclete com Banana, Circo, Geraldão, Piratas do Tietê, entre outras), editor e poeta brasileiro.
Trabalhou numa escola de desenho na década de 1960, iniciando então a sua relação com a produção gráfica. Passou por diversas editoras, trabalhando também nos jornais alternativos Movimento e Versus, no qual, como único funcionário, aproveitou a liberdade criativa para experimentações editoriais.
Fundou, em 25 de abril de 1984, a Circo Editorial, responsável pelas revistas Chiclete com Banana, Circo, Níquel Náusea e Geraldão. Abriu espaço assim para nomes importantes das histórias em quadrinhos nacionais, como Angeli, Laerte Coutinho e Glauco Villas Boas.
Nos últimos anos de vida, editou o livro Humor Paulistano - A Experiência da Circo Editorial, 1984-1995 (SESI-SP Editora, 2014), no qual relatou sua experiência à frente da Circo.
Em 2018, a Editora Criativo publicou o livro póstumo HvírusQ, baseado no curso Os Segredos da Edição, ministrado por Toninho Mendes no SESC Santana.